# Celerena spreta
Celerena spreta är en fjärilsart som beskrevs av Walker 1865. Celerena spreta ingår i släktet Celerena och familjen mätare. Inga underarter finns listade i Catalogue of Life.